# Vermouth
Vermouth, av tyska Wermut "malört", är ett kryddat starkvin. Det finns både torr och söt vermouth.

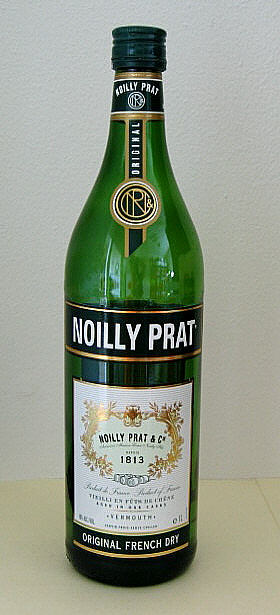

Tillverkningen utgår från ett vitt vin; färgen hos den söta, röda varianten beror på tillsatserna. Drycken uppfanns 1786 av Antonio Benedetto Carpano från Turin. Han valde namnet vermouth eftersom han var inspirerad av ett tyskt starkvin smaksatt med malört. Olika alkoholdrycker med tillsats av örter bereddes ursprungligen för medicinska ändamål, men användes senare även som drycker i sig. Vermouth kan drickas som aperitif men den vanligaste användningen är som drinkingrediens; röd, söt vermouth ingår exempelvis i en Manhattan; torr, vit vermouth behövs för en Dry Martini. Kända vermouthproducenter är bland andra Noilly Prat, Martini och Cinzano. Recepten hålls hemliga av respektive tillverkare.